# 합천 송호서원
합천 송호서원(陜川 松湖書院)은 대한민국 경상남도 합천군 대병면 회양리에 있는 서원이다.
1984년 11월 23일 경상남도의 문화재자료 제102호 송호서원으로 지정되었다가, 2018년 12월 20일 현재의 명칭으로 변경되었다.

## 개요
충숙공 문극겸(1122∼1189)을 기리기 위해 세운 서원이다.
문극겸은 고려시대 무신들이 집권한 시기의 문신으로, 재상이 되었을 때에도 상장군을 겸하고 무신들의 자문에 응하는 등 문무를 겸비한 독특한 인물이었다.
송호서원은 정조 1년(1777) 대병면 역평리에 세웠다. 그 뒤 고종 7년(1871) 흥선대원군의 서원철폐령으로 철거되었다가 1957년에 사우 등을 복원하였다. 지금 있는 건물은 합천댐 건설로 1985년에 옮겨 복원한 것이다.

## 같이 보기
- 문극겸

## 참고 자료
- 합천 송호서원 - 국가유산청 국가유산포털